# Plaza Roald Dahl
La Plaza Roald Dahl (en galés: Plas Roald Dahl) es una plaza pública británica en la bahía de Cardiff, parte de la ciudad de Cardiff, la capital de Gales en el Reino Unido. Lleva el nombre del autor nacido en Cardiff Roald Dahl, y se encuentra en la costa a lo largo del sur del centro de la ciudad. En la plaza se ubica la Senedd, es decir, el edificio de la Asamblea de Gales, y el Centro del Milenio de Gales, un centro de artes escénicas. La forma de cuenco de la plaza se ha convertido en un anfiteatro muy popular para la celebración de conciertos al aire libre.
Anteriormente llamada la cuenca oval, la zona fue uno de los muelles para un próspero puerto de carbón en la segunda mitad del siglo XIX y gran parte del siglo XX. Después de la Segunda Guerra Mundial, la plaza entró en un período de decadencia y abandono hasta 1980, cuando el entorno de la bahía de Cardiff se regeneró.